# Wapen van Vlieland

Wapen van Vlieland

Het wapen van Vlieland is het gemeentelijke wapen van de Nederlandse gemeente Vlieland en van de plaats Oost-Vlieland. Het wapen van de voormalige plaats West-Vlieland bestaat uit een dorre boom.

## Geschiedenis
Het wapen dat tegenwoordig gebruikt wordt, werd op 13 september 1590 aan de plaats Oost-Vlieland verleend. De bij deze toekenning behorende oorkonde is, namens de Staten van Holland en West Friesland, ondertekend door Johan van Oldenbarneveldt. De boot op dit wapen was een zwarte loodsboot. In 1652 veranderde de boot in de huidige Engelse zeepink. In de 17e eeuw toonde een zegel van Terschelling een dorre boom

## Blazoen

Wapen van 1816

Doordat de gemeente Vlieland sinds 1816, na het officieel registreren van de wapens, twee wapens heeft gehad zijn er ook twee blazoeneringen:

### Eerste blazoen
Het eerste officiële beschrijving stamt van 26 juni 1816.
Van lazuur, waarop een zeilend vaartuig van goud.
Dit schild is blauw van kleur met daarop een gouden zeilboot, de voorstelling is verder gelijk aan die op het huidige wapen.

### Tweede blazoen
Het tweede en huidige wapen werd bij Koninklijk Besluit door koningin Juliana toegekend op 16 mei 1958.
In zilver een omgewende zeepink met gehesen grootzeil in natuurlijke kleuren, hebbende op de achtersteven een vlag bestaande uit drie horizontale banen van rood, wit en blauw, en zeilende op een uit de schiltvoet uitkomende zee van sinopel (groen).
Het schild is van zilver met daarop een bruine zeepink die van de kijker weg vaart. Het grootzeil is gehesen en is grijs van kleur. Op de achtersteven een Nederlandse vlag, aan de mast een rode wimpel. Het water waarop de pink zeilt komt uit de schildvoet en is groen van kleur.

## Afbeeldingen

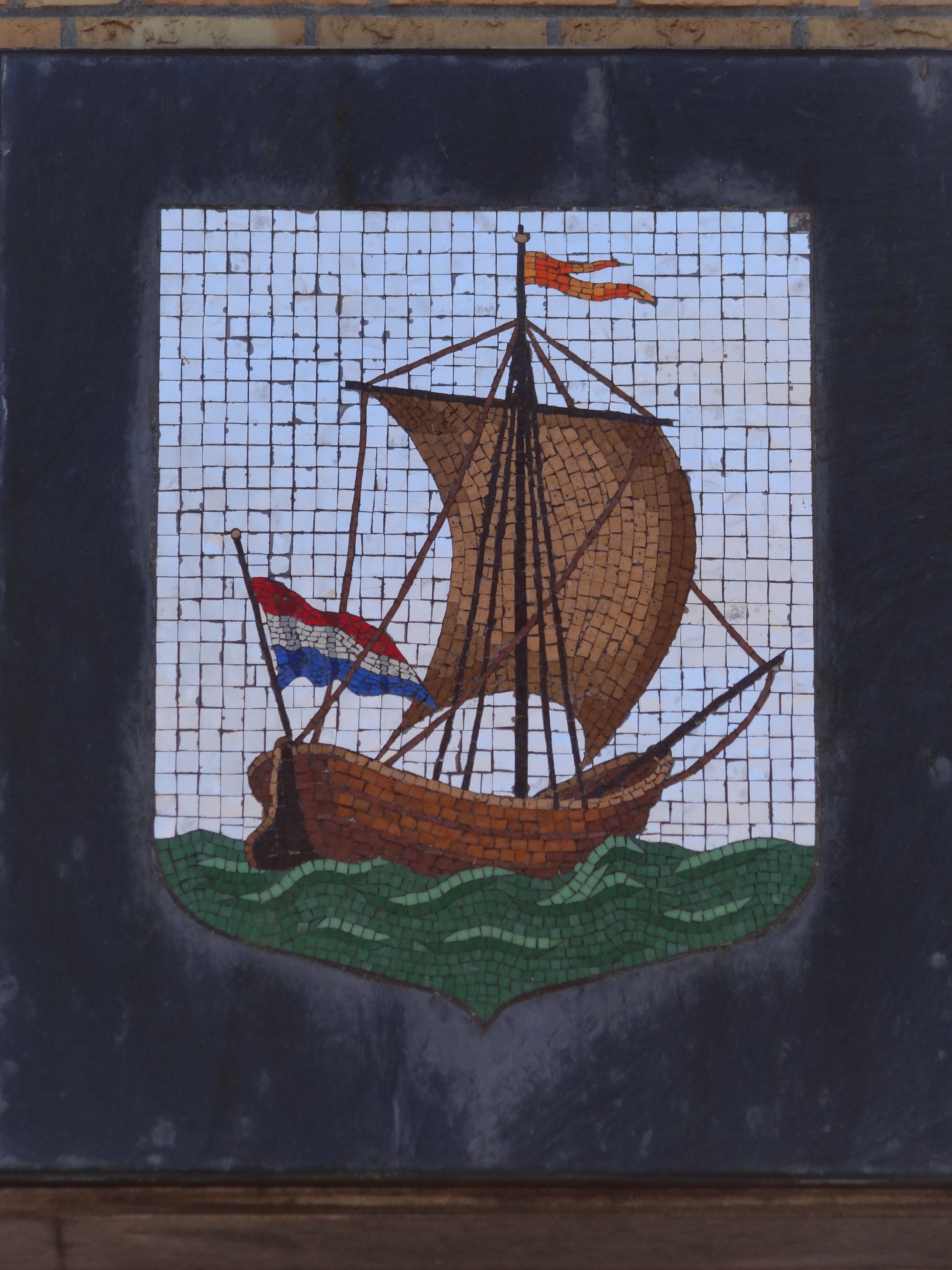
Als gevelsteen
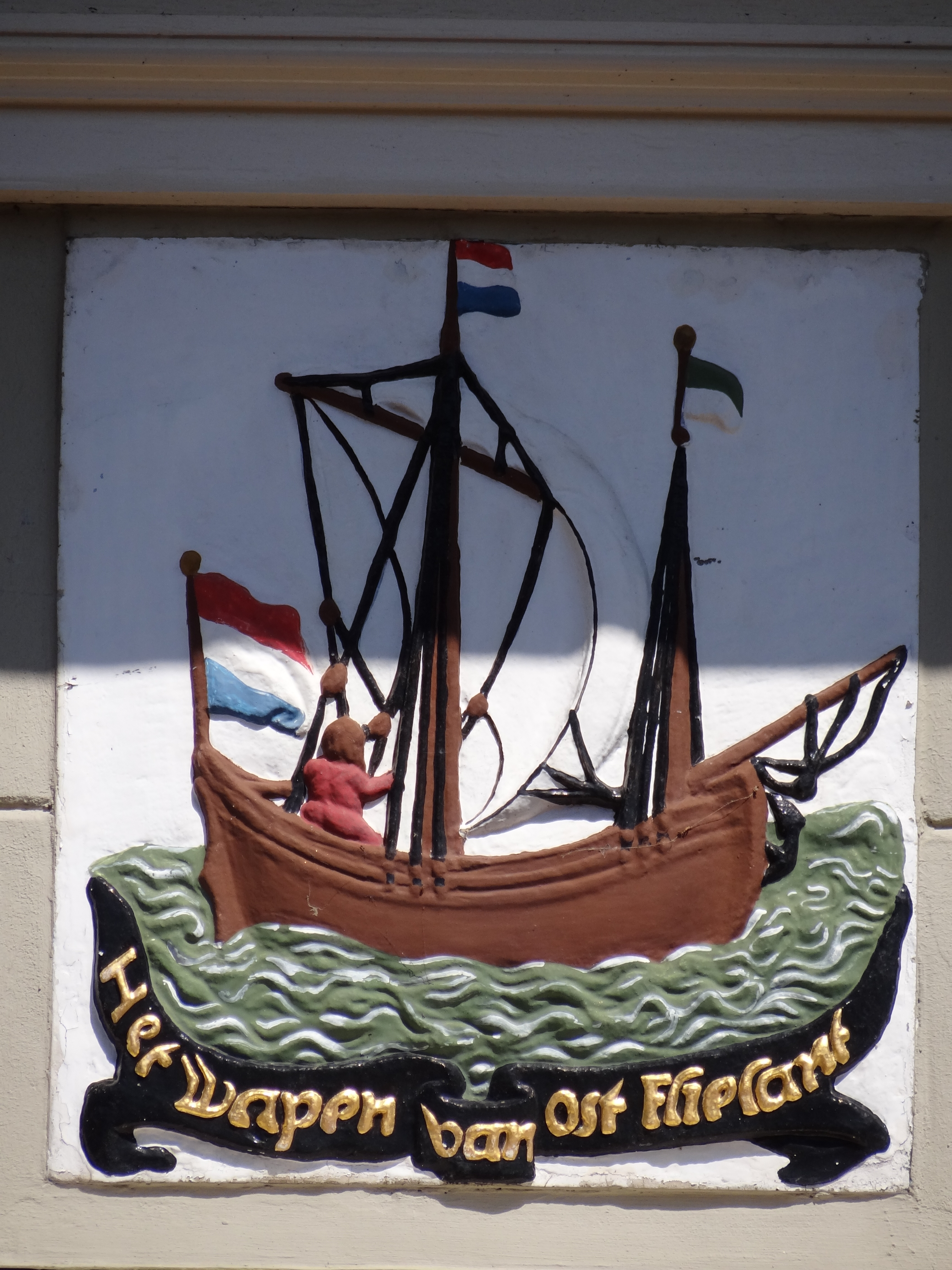
Als gevelsteen